# 피에르 포샤르

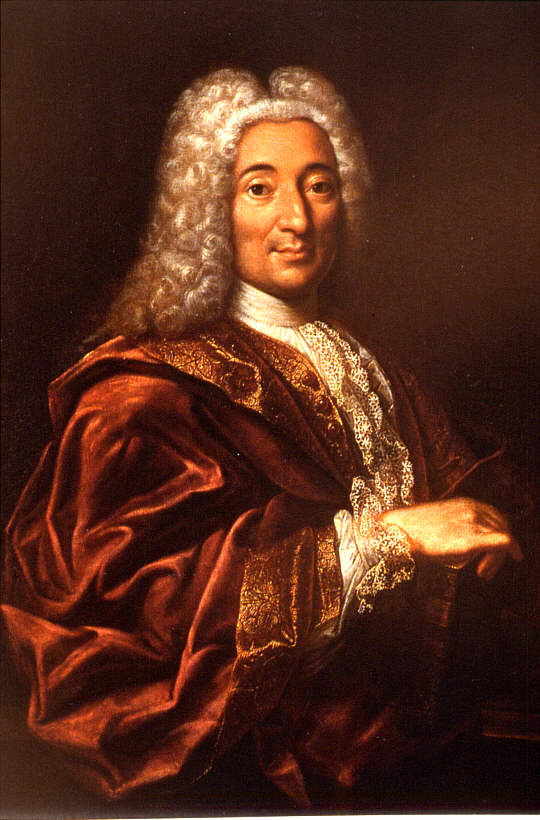
피에르 포샤르

피에르 포샤르(Pierre Fauchard, 1678년 - 1761년)은 프랑스의 의사이다. '근대 치의학의 아버지'라고 불린다. 서양 치의학의 역사에서 피에르 포샤르가 가장 유명하고 중요한 인물이다.
1728년에 출판한 《치과외과의》는 최초로 치의학을 과학적으로 묘사하였다. 이 책을 기점으로 유럽 치의학의 지식이 확장되기 시작하였다.

## 개요
1678년 프랑스 북서부 브르타뉴(Bretagne)에서 태어났다. 열다섯 살에 해군 외과 의사 알렉상드르 포틀르레(Alexandre Poteleret)의 견습생이 되었다. 포틀르레는 괴혈병 같은 치아와 구강 관련 질병에 정통한 외과 의사였다. 그로부터 3년 뒤 포샤르는 프랑스 서부 앙제(Anges)에서 구강과 치아 분야를 전문으로 개업하고 낭트, 렌, 투르 등지에서 출장 형식으로 시술했다. 치아를 빼거나 잇몸을 청소하는 일이 발치사(拔齒師)나 떠돌이 약장수의 영역이던 당시에 포샤르는 외과학적 지식을 기반으로 치과의사(chirurgien dentiste)라는 새로운 직업명을 표방했다. 널리 명성을 얻은 그는 마흔 즈음에 파리로 진출했다. 18세기 초 유럽에서는 프랑스 파리를 중심으로 외과학이 급속히 발전하면서 학문이 신체 영역별로 세분되고 있었다. 파리의 의사들은 구강과 치아 영역의 질병이 심각하거나 잘 낫지 않으면 대개 포샤르에게 의뢰했고, 그 결과는 대부분 성공적이었다. 그는 당대의 해부학 및 외과학 지식과 풍부한 임상 경험을 바탕으로 치아와 구강의 구조, 질병, 치료법, 특이 사례를 체계적으로 정리하고 자신이 직접 개발한 기구의 도판까지 첨부해서 784쪽에 달하는 원고를 완성했다. 그리고 그 후 5년 동안 파리의 저명한 내과 의사와 외과 의사의 추천과 승인을 받아 1728년 마침내 《치과의사》 초판을 발간했다. 이 책의 출간 자체가 자신만의 비법(秘法)을 공개하지 않는 당시의 관행을 무너뜨린 획기적인 것이었다. 주변 동업자들의 비윤리적인 행태를 비판하면서 자신의 모든 것을 내놓고 일반 대중에게 도움이 되기를 소망하는 그의 진정성은 책 내용 곳곳에 드러나 있다. 초판 발간 5년 만에 베를린에서 독일어판이 나왔고 1746년에 증보 개정판이 나왔다. 그가 1761년, 84세를 일기로 영면한 후에도 그의 영향을 받아 영국과 독일에서 치의학서 발간이 이어졌다. 그러나 프랑스 혁명의 여파와 일각에서 그를 폄하하는 분위기에 그의 존재는 잊힌 채 백 년 이상이 흘렀다. 유럽과 미국의 치과의사들이 전문직으로서의 지위를 확립하려고 애쓰던 20세기 초에 와서야 포샤르는 새로이 재발견되었다. 조르주 비오(Georges Viau)가 파리대학 의학부 도서관에서 포샤르의 필사본을 찾아낸 것이 그 계기였다. 1922년 12월 파리 소르본 대학에서 열린 포샤르 저서 탈고 200주년 기념제에서 포샤르는 치과의사의 위상을 높이고 프랑스 치의학의 선진성을 웅변하는 역사적 인물로 부각되었다. 그 자리에 참석했던 일본치과의학전문학교의 나카하라 미노루(中原實)는 귀국 후 해마다 3월 포샤르의 기일에 맞추어 기념 강연회를 열었다. 1923년 뉴욕에서 개최된 포샤르 저서 탈고 200주년 기념 축전에 모인 미국 치과계의 지도자들은 그를 ‘근대 치의학의 아버지’로 추대하고 치과의사 전문직의 원조로 삼았다. 또 그의 정신을 실천하기 위한 취지로 1936년에 창립된 피에르 포샤르 아카데미(PFA)는 80여 나라 치과의사들의 국제 조직으로 확장되기에 이르렀다. 20세기 들어 《치과의사》는 치의학을 체계적으로 집대성한 최초의 독자적 저술로 부각되었다.

## 저서
- 1728년 - 《치과외과의》